# 詹敏利
詹敏利（1942年—），女，毕业于北京外贸学院，与丈夫黄渝生育有一女黄婉，女婿周滨是前中共中央政治局常委、中央政法委书记周永康之子。
詹敏利曾先后在国防科委第七研究院、中国科学院电工研究所和东方科学仪器进出口公司工作。除曾担任北京中旭阳光能源科技股份有限公司监事职务外，还至少担任九家公司的重要股东，她任职的公司也多与周滨有过交集，詹敏利亦是2013年中石油腐败案的主要成员。